# 观音草
观音草（学名：Peristrophe baphica）为爵床科观音草属的植物。分布在斯里兰卡、中南半岛、新几内亚岛、印度、马来西亚以及中国大陆的江苏、上海、福建、湖南、云南、江西、广东、海南、贵州、湖北、广西等地，生长于海拔500米至1,000米的地区，多生于林下，目前尚未由人工引种栽培。

## 别名
染色九头狮子草（中国高等植物图鉴） 蓝茶（湖北）

## 异名

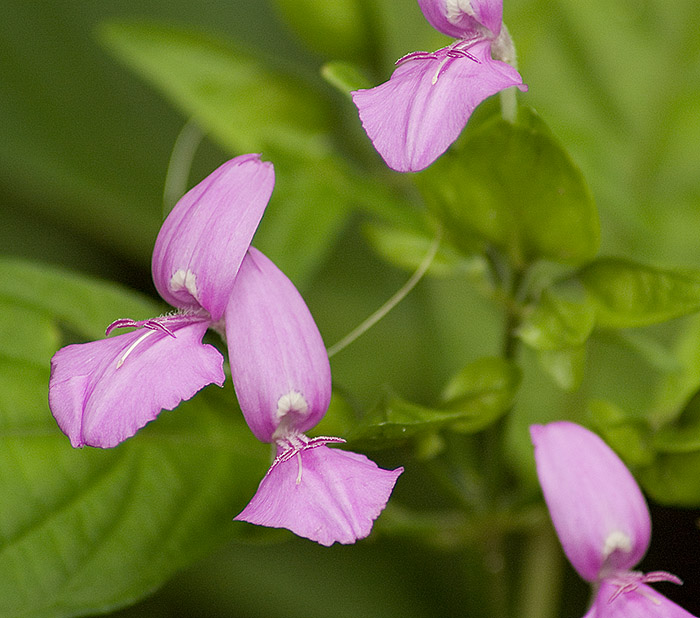
观音草

- Peristrophe bivalvis (L.) Merr.

## 外部連結
- 觀音草 Guanyincao （页面存档备份，存于） 藥用植物圖像資料庫 (香港浸會大學中醫藥學院) （繁體中文）（英文）